# Felix Jungell
Felix Edvard Jungell, född 3 februari 1869 i Jakobstad, död 6 april 1930 i Helsingfors, var en finländsk telegrafist, skådespelare, kompositör och författare.
Han blev telegrafist 1886 och var som sådan verksam fram till 1890. Efter en tid som skådespelare anslöt han sig 1896 till Franska Främlingslegionen och placerades som telegrafist på Madagaskar. Sommaren 1901 florerade oriktiga uppgifter i finsk press om att Jungell skulle stridit för amerikanerna i kubanska självständighetskriget och sedan tagit värvning i boerarmén i andra boerkriget. Emellertid befann sig Jungell vid den tiden på Madagaskar och har själv aldrig omtalat någon verksamhet Sydafrika.
Jungell studerade vid Dramatiska föreningens teaterskola i Helsingfors 1892–1894 och studerade scenkonst vid en skola i Stockholm 1903–1904. 1894 var han en av initiativtagarna till grundandet av Svenska inhemska teatern och var en av dess första fjorton aktörer; dock lämnade han teatern redan inom ett år. Som författare av farser och kupletter var Jungell högt uppskattad. Anställning följde vid flera teatergrupper, bland annat vid Kalle Nyströms berömda dockteater. 1906 värvades han till Svenska Teatern, och verkade mellan 1911 och 1913 vid biografen Helikon i Helsingfors, där han tillsammans med Rafael Ramstedt, J. Alfred Tanner och en rad andra namnkunniga humorister utgjorde kärntruppen.
1917 återgick han till telegrafverket och tjänstgjorde som telegrafist på den vita fronten under finska inbördeskriget. Han uppmärksammades under kriget då han på grund av svält måste marschera med arton fångar från Petsamo till Harstad. På våren 1918 organiserades den första Petsamoexpeditionen, varvid Jungell medföljde och installerades som kommendant i Kolttaköngäs. Till sitt förfogade hade han blott en vaktstyrka på fem man. Mot Thorsten Renvalls order såg sig Jungell i maj tvungen att överge byn eftersom han inte hade proviant nog för sina egna soldater eller för de förstärkningar han lovades få. Den 20 maj överlämnade Jungell sig och sin styrka till norrmännen och hamnade i fångläger i Kirkenes.
Efter freden arbetade han som telegrafist i Murmansk och i Helsingfors, återgick en tid till teaterscenerna, men bröt upp och blev kapten inom Murmanlegionen. Därutöver arbetade han en tid som detektiv i Stockholm, lättmatros i finska handelsflottan, belgisk konsul i Jakobstad och borrmästare vid Maskin och Bro.